# Die Ruhrpottkanaken
Die Ruhrpottkanaken ist eine deutsche Punkrock-Band aus Mülheim an der Ruhr aus dem Umfeld der Lokalmatadore, die in den 1990ern aktiv war. Nachdem sie Anfang 2000 aufgelöst worden war, gründete sie sich im Dezember 2015 neu, um wieder live zu spielen.

## Bandgeschichte
Die Band bestand aus Cem „Käpt'n Iglo“ Yurdatap (Gesang), Marc „Foxy“ Unkel (Gitarre), Carsten „Hotte“ Jäger (Bass) sowie den beiden Lokalmatadore-Mitgliedern Christof „Fisch“ Schneiderbanger und Jörg „Blüm“ Neuenfeldt (Schlagzeug). Der Bandname geht auf Fußballgesänge zurück. Die Fans des FC Schalke 04, die häufig, insbesondere bei den Spielen gegen Eintracht Frankfurt, in den Gesängen als „Ruhrpott-Kanaken“ angegriffen wurden, übernahmen diesen Spottnamen jedoch dann einfach als Selbstbezeichnung. Der Name wurde außerdem in Anlehnung an den türkischstämmigen Hintergrund von Sänger Cem „Käpt'n Iglo“ Yurdatap gewählt.
1993 erschien über Scumfuck Mucke die erste EP Die Kids vom Spilla, 1994 folgte Foxy braucht ’ne Perle. Anschließend wechselte die Band zum Label Teenage Rebel Records, auf dem auch die Lokalmatadore ihre Platten veröffentlichten. 1995 erschien das bisher einzige Album der Gruppe, Die Barke mit der gläsernen Fracht. Auf dem Album befindet sich mit Der Tag als Ian Stuart starb ein Spottlied auf den verstorbenen Neonazi-Sänger Ian Stuart Donaldson von unter anderem Skrewdriver, in Anlehnung an The Night They Drove Old Dixie Down beziehungsweise dem deutschen Pendant Am Tag, als Conny Kramer starb von Juliane Werding. Im gleichen Jahr erschien außerdem noch die Kompilation Schürbeln, bis der Dachstuhl knackt! mit allen Singletiteln. Die Band beteiligte sich 1997 an der dem FC Schalke gewidmeten Kompilation Wir sind Schalker und ihr nicht mit vier exklusiven Titeln.
Die Band löste sich Ende der 1990er beziehungsweise Anfang der 2000er auf. Nach über 15 Jahren reformierte sich die Band für einige Livegigs wieder, jedoch ohne Carsten „Hotte“ Jäger.

## Musikstil und Texte
Musikalisch verarbeitete die Gruppe Einflüsse aus dem US-amerikanischen Streetpunk um Gruppen wie die New Bomb Turks und versuchte sich von der Deutschpunk-Szene der 1990er Jahre abzusetzen. Ähnlich wie andere Bands aus dem Ruhrpott bediente man ein prolliges Image mit Hang zum Alkoholkonsum und eher als sexistisch zu bewertenden Texten. Bei den Ruhrpottkanaken kamen aber auch politische Texte über Ausländerfeindlichkeit hinzu.

## Diskografie
Alben
- 1995: Die Barke mit der gläsernen Fracht (Teenage Rebel Records)

Kompilationen
- 1995: Schürbeln, bis der Dachstuhl knackt! Die Ruhrpottkanaken Kleinscheibenkollektion (Scumfuck)

EPs
- 1993: Die Kids vom Spilla (Scumfuck)
- 1994: Foxy braucht ’ne Perle (Scumfuck)

Exklusive Samplerbeiträge
- 1997: Heute ist Schalketag, Ich Schalke, du auch?, Dortmund, geh Kacken! und Auf nach Schalke auf Wir sind Schalker und ihr nicht
- 1998: Graf Porno, Genitalprobleme, Intro und Pfand auf Scumfuck Bizarr (Arschlecken Rasur und mehr…)